# 하동군의 농어촌버스
하동군의 농어촌버스는 경상남도 하동군의 버스를 중심으로 운행하는 대중교통 수단이다. 버스 운행은 공영버스 3대, 영화여객에서 10대를 운행하고 있다.

## 요금
2016년 3월 기준 요금이다.
| 종류 | 나이                    | 현금 (원) | 카드 (원) |
| ---- | ----------------------- | --------- | --------- |
| 일반 | 어른 (만 19세 이상)     | 1250      | 1100      |
| 일반 | 청소년 (만 13세 ~ 18세) | 850       | 800       |
| 일반 | 어린이 (만 7세 ~ 12세)  | 600       | 550       |

- 2013년 7월 1일부터 교통카드를 이용해 버스를 승차할 수 있다.
- 선불식은 현재 티머니 계열 교통카드만 사용 가능하며 센스패스 카드의 경우 2016년 5월 13일 부로 카드사의 사정으로 사용 중단 조치되어 현재는 사용할 수 없다. 후불형은 국민, 농협, 신한, 롯데 등을 사용하여 결제가능하다
- 10km까지 기본 요금으로 이용할 수 있으며, 이 거리를 초과할 경우 1km마다 116.14원씩 추가되며 소수점 이하는 절삭한다. 청소년은 20%, 어린이는 50% 할인된다.
- 2019년 하동시외버스터미널이 기존 하동읍 읍내에서 하동역 부근 복합교통타운으로 이전하면서 구간제 요금에서 단일요금으로 변경되었다.[1]

## 하동군 차적의 버스 노선

### 농어촌버스
2013년 7월 1일 기준이다.
| 노선          | 운행구간 | 운행구간 | 운행구간 | 경유지 | 운행횟수   | 비고                                                               |
| ------------- | -------- | -------- | -------- | --- | ---------- | ------------------------------------------------------------------ |
| 진교 ~ 고내   | 진교     | ↔        | 고내     | 송외, 율원, 이곡, 신촌, 고외 | 왕복 2회   |                                                                    |
| 진교 ~ 월운   | 진교     | ↔        | 월운     | 서정, 관곡, 화개, 성평, 갑정 | 왕복 3회   |                                                                    |
| 하동 ~ 진교   | 하동     | ↔        | 진교     | 구학, 하남, 횡천, 대덕, 구정, 우복, 집홀, 통정, 원앙, 양보, 명교, 안심                                                                   | 왕복 3회   |                                                                    |
| 하동 ~ 진교   | 하동     | ↔        | 진교     | 구학, 하남, 횡천, 대덕, 원앙, 중하쌍, 양보, 신정, 상장암, 운암, 명교, 안심                                                               | 왕복 1~2회 | 원앙,중하쌍,양보,신정,상장암,운암 경유 진교 방면 2회 하동 방면 1회 |
| 하동 ~ 진교   | 하동     | ↔        | 진교     | 신월, 전도, 섬진강문화센타, 덕오, 군부대, 신노량, 대치, 술상마을, 양이                                                                   | 왕복 1회   |                                                                    |
| 하동 ~ 진교   | 하동     | ↔        | 진교     | 횡천, 상성, 전도, 섬진강문화센타, 덕오, 군부대, 신노량, 대치, 술상마을, 양이                                                             | 왕복 1회   |                                                                    |
| 하동 ~ 진교   | 하동     | ↔        | 진교     | 구학, 하남, 횡천, 대덕, 원앙, 중하쌍, 고전, 명교, 화촌                                                                                   | 편도 1회   | 진교 방면 편도 운행                                                |
| 하동 ~ 진교   | 하동     | ↔        | 진교     | 신월, 전도, 면소, 고전, 고하, 명교, 화촌, 안심, 백련                                                                                     | 왕복 1회   |                                                                    |
| 하동 ~ 목도   | 하동     | ↔        | 목도     | 군청, 신촌.신기, 상저구, 하저구(구통, 궁항, 신기, 군청)                                                                                  | 왕복 2회   |                                                                    |
| 하동 ~ 갈사   | 하동     | ↔        | 갈사     | 신월, 전도, 덕천, 광포, 명덕, 신평, 신도, 청도(나팔, 서근, 고포, 용포, 궁항, 객길, 조금, 덕천, 전도, 신월)                               | 왕복 3회   |                                                                    |
| 하동 ~ 갈사   | 하동     | ↔        | 갈사     | 신월, 전도, 덕천, 하삼천, 덕천, 조금, 명덕, 신도, 청도                                                                                   | 왕복 1회   |                                                                    |
| 하동 ~ 갈사   | 하동     | ↔        | 갈사     | 신월, 전도, 덕천, 조금, 객길, 궁항, 고포, 서근, 갈육                                                                                     | 편도 1회   | 하동 방면 편도 운행                                                |
| 하동 ~ 갈사   | 하동     | ↔        | 갈사     | 신월, 전도, 군부대, 덕천, 조금, 객길, 궁항, 서근, 갈육                                                                                   | 편도 1회   | 하동 방면 편도 운행                                                |
| 상성 ~ 갈사   | 상성     | ↔        | 갈사     | 전도, 산업도로, 궁항, 용포, 서근, 갈육                                                                                                   | 왕복 3회   |                                                                    |
| 진교 ~ 갈사   | 진교     | ↔        | 갈사     | 명교, 고전, 면소, 전도, 덕천, 조금, 명덕(삭제), 궁항, 청도                                                                               | 편도 1회   | 갈사 방면 편도 운행                                                |
| 진교 ~ 갈사   | 진교     | ↔        | 갈사     | 명교, 고전, 면소, 전도, 산업도로, 청도                                                                                                   | 편도 1회   | 갈사 방면 편도 운행                                                |
| 하동 ~ 동점   | 하동     | ↔        | 동점     | 적량, 동산, 남산, 명천, 동리, 서리, 삼화                                                                                                 | 왕복 4회   |                                                                    |
| 하동 ~ 의신   | 하동     | ↔        | 의신     | 흑룡, 개치, 악양, 화개, 칠불사, 신흥, 단천(신흥, 칠불사, 화개, 악양)                                                                     | 왕복 1회   |                                                                    |
| 하동 ~ 의신   | 하동     | ↔        | 의신     | 흑룡, 개치, 악양, 화개, (칠불사), 신흥                                                                                                   | 왕복 3회   | 1회만 신흥까지 운행 나머지는 칠불사까지 운행                       |
| 하동 ~ 부촌   | 하동     | ↔        | 부촌     | 흥룡, 개치 | 왕복 1회   |                                                                    |
| 하동 ~ 쌍계사 | 하동     | ↔        | 쌍계사   | 두곡, 흥룡, 개치, 악양, 하평, 평사, 검두, 화개, 가탄, 정금, 신촌(신촌, 정금, 가탄, 화개, 검두, 평사, 하평, 악양, 부촌, 개치, 흥룡, 두곡) | 왕복 1회   |                                                                    |
| 하동 ~ 쌍계사 | 하동     | ↔        | 쌍계사   | 두곡, 흥룡, 개치, 악양, 하평, 평사, 검두, 화개                                                                                           | 왕복 3회   |                                                                    |
| 하동 ~ 중기   | 하동     | ↔        | 중기     | 두곡, 흥룡마을, 개치, 악양, 동매, 약수장                                                                                                 | 왕복 3~4회 | 중기 방면 4회 하동 방면 3회                                        |
| 하동 ~ 중기   | 하동     | ↔        | 중기     | 고서, 화심, 정동, 흥룡, 개치, 악양, 동매, 약수장                                                                                         | 왕복 1~2회 | 중기 방면 1회 하동 방면 2회                                        |
| 하동 ~ 신촌   | 하동     | ↔        | 신촌     | 두전, 적량, 원우, 괴목, 우계 | 왕복 3회   |                                                                    |
| 하동 ~ 청학동 | 하동     | ↔        | 청학동   | 적량, 동산, 남산, 횡천, 월평, 명호, 청암, 난천, 금남, 죽동, 시목, 묵계                                                                   | 왕복 1~3회 | 청학동 방면 1회 하동 방면 3회                                      |
| 하동 ~ 청학동 | 하동     | ↔        | 청학동   | 적량, 동산, 남산, 횡천, 월평, 명호, 청암, 난천, 금남마을, 죽동, 시목, 묵계                                                               | 왕복 1회   |                                                                    |
| 하동 ~ 청학동 | 하동     | ↔        | 청학동   | 적량, 동산, 남산, 횡천, 월평, 명호, 청암, 난천, 금남, 죽동, 시목, 묵계, 회동                                                             | 편도 2회   | 청학동 방면 편도 운행                                              |
| 하동 ~ 청학동 | 하동     | ↔        | 청학동   | 횡천, 청암, 명호, 명사, 사동, 학동 | 왕복 1회   |                                                                    |
| 하동 ~ 옥종   | 하동     | ↔        | 옥종     | 적량, 동산, 남산, 횡천, 죽전, 위태삼거리                                                                                                 | 왕복 1~2회 | 옥종 방면 2회 하동 방면 1회                                        |
| 하동 ~ 옥종   | 하동     | ↔        | 옥종     | 적량, 동산, 남산, 횡천, 서촌, 북천, 빙옥, 상촌(양천사)                                                                                   | 왕복 1~2회 | 옥종 방면 1회 하동 방면 2회                                        |
| 옥종 ~ 두방   | 옥종     | ↔        | 두방     | 월횡, 안계, 두양, 관광농원 | 편도 4회   | 두방 방면 편도 운행                                                |
| 옥종 ~ 두방   | 옥종     | ↔        | 두방     | 문암,종화,두양,관광농원 | 편도 4회   | 옥종 방면 편도 운행                                                |
| 옥종 ~ 북방   | 옥종     | ↔        | 북방     | 추동 | 왕복 2회   |                                                                    |
| 옥종 ~ 궁항   | 옥종     | ↔        | 궁항     | 월흥, 위태삼거리, 상촌 | 왕복 1회   |                                                                    |